# Ото III (Хоя)
Вижте пояснителната страница за други личности с името Ото III.
Ото III фон Хоя (на немски: Otto III von Hoya; * пр. 1358; † 13 април 1428) е от 1383 до 1428 г. управляващ граф на Хоя (граф на „долното графство“ с главен град Хоя).

## Биография
Ото е най-възрастният син на Герхард III фон Хоя († 1383), от 1345 г. граф на „долното графство“, и втората му съпруга Юта фон Делменхорст. Племенник е на Йохан II фон Хоя († 1377), граф на „горното графство“, и братовчед на Ерих I († 1426), граф на „горното графство“. Брат му Хайнрих II († 1441) е княз-епископ на Ферден (1407 – 1426).
За пръв път Ото е женен за Аделхайд (Агнес) фон Дипхолц († 1383), дъщеря на Конрад VI фон Дипхолц († 1379) и Армгард фон Валдек († 1384). Бракът е бездетен. На 13 декември 1384 г. той се жени втори път за принцеса Мехтхилд фон Брауншвайг-Люнебург († 1433), дъщеря на херцог Магнус II фон Брауншвайг-Люнебург.
Ото води множество битки. Той купува графството Нойбруххаузен (днес част от град Басум) и строи замъците Фройденберг (Басум) и Еренбург (Долна Саксония).
Ото е погребан в църквата Св. Мартин в Хоя.

## Деца
- Ото V († 1455), последва баща си като граф, женен за графиня Аделхайд фон Ритберг († 1459)
- Фридрих († 1435), домхер в Бремен
- Герхард († 1463), архиепископ на Бремен (1442 – 1463)
- Катарина (* 1412; † 18 февруари 1474), абатиса на манастир Винхаузен (1433 – 1469)
- Магнус († 1443), субдякон в Бремен
- Юта († 1415), омъжена за херцог Йохан IV фон Мекленбург (1370 – 1422)
- Ирмгард († 1426), омъжена пр. 31 октомври 1406 г. за граф Конрад VII фон Дипхолц († 1426)